# Чёрная весна (Куба)

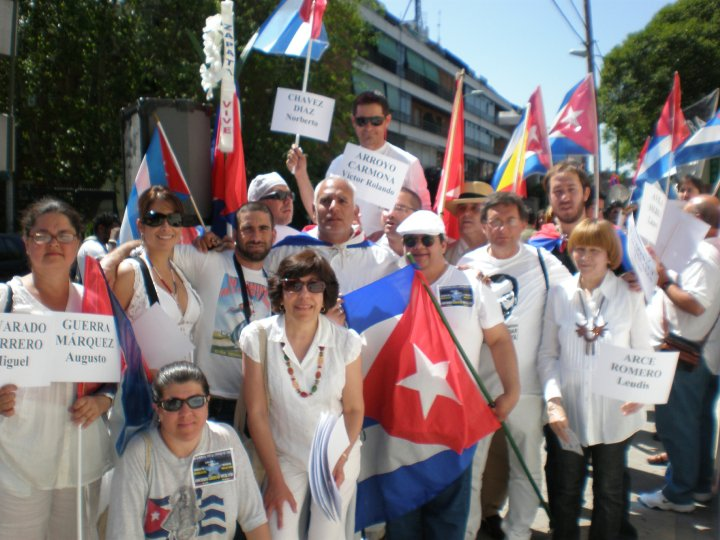
Кубинцы протестуют в Мадриде в 2010 году

Чёрная весна (исп. Primavera Negra) — принятое в прессе обозначние репрессий против кубинских диссидентов в 2003 году. Правительство заключило в тюрьму 75 диссидентов, в том числе 29 журналистов а также библиотекарей, правозащитников и активистов демократии на том основании, что они действовали как агенты Соединенных Штатов, принимая помощь от правительства США. Хотя Amnesty International признала 75 арестованных кубинцев узниками совести , по данным властей Кубы, «75 человек, арестованных, преданных суду и осужденных в марте / апреле 2003 года …, которые были заключены в тюрьму, явно были не независимыми мыслителями, писателями или правозащитниками, но лицами, непосредственно получающими зарплату от правительства США … арестованным и преданным суду были предъявлены обвинения не в критике правительства, а в получении средств американского правительства и сотрудничестве с американскими дипломатами».
Репрессии против оппозиционных активистов начались 18 марта и продлились два дня, и остались незамечеными прессой, поскольку совпали с вторжением США в Ирак.
Тем не менее, репрессии вызвали резкое международное осуждение с критическими заявлениями со стороны администрации Джорджа Буша, Европейского Союза, Организации Объединённых Наций и различных правозащитных групп, включая Amnesty International. В ответ на репрессии Европейский Союз ввел санкции против Кубы в 2003 году, которые были отменены в январе 2008 года Европейский Союз заявил, что аресты «представляют собой нарушение самых элементарных прав человека, особенно в том, что касается свободы выражения мнений и политических объединений».
В конечном итоге все диссиденты были освобождены, большинство из них были высланы в Испанию начиная с 2010 года

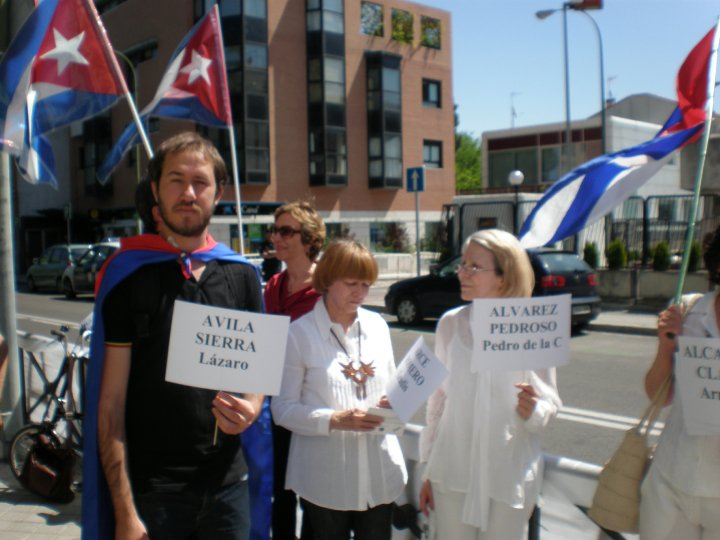
Демонстранты держат таблички с именами заключенных во время Чёрной весны